# Quelle Surprise
Quelle Surprise è un singolo degli Enter Shikari, pubblicato il 19 maggio 2011.

## Promozione
Ha fatto il suo debutto il 19 maggio 2011 in onda su BBC Radio 1, mentre è stato pubblicato in un EP digitale contenente altre tracce bonus il 3 giugno seguente. Successivamente sono stati anche resi disponibili per l'acquisto in edizione limitata 500 vinili bianchi e 500 vinili rossi del singolo.
Il brano è stato successivamente incluso come traccia bonus nelle edizioni deluxe e redux del terzo album della band, A Flash Flood of Colour.

## Video musicale
Il video ufficiale del brano, diretto da Lawrence Hardy e Alex Harman per Kode Media, è stato pubblicato lo stesso giorno dell'uscita del singolo. Il 28 maggio 2011 è stato invece pubblicato il "making of" del video.

## Tracce
Testi di Rou Reynolds, musiche degli Enter Shikari.
Vinile 7"
Lato A
1. Quelle Surprise – 4:35
2. Hectic (Live in Hatfield) (feat. Matty P) – 4:05

Lato B
1. Destabilise (Rout Remix) – 5:15
2. Destabilise (Creatures of Love Remix) – 3:56

CD, download digitale
1. Quelle Surprise (Clean) – 4:35
2. Quelle Surprise – 4:35
3. Hectic (Live in Hatfield) (feat. Matty P) – 4:05
4. Destabilise (Rout Remix) – 5:15
5. Destabilise (Creatures of Love Remix) – 3:56
6. Destabilise (Johnny and the Snipers Version) – 4:03

## Formazione
- Rou Reynolds – voce, tastiera, sintetizzatore, programmazione
- Rory Clewlow – chitarra, voce secondaria
- Chris Batten – basso, voce secondaria
- Rob Rolfe – batteria, percussioni, cori

## Classifiche
| Classifica (2011)          | Posizione massima |
| -------------------------- | ----------------- |
| Regno Unito                | 113               |
| Regno Unito (physical)     | 21                |
| Regno Unito (rock & metal) | 5                 |
| Regno Unito (independent)  | 15                |